# Roy Sievers
Roy Edward Sievers (San Luis, Misuri, 18 de noviembre de 1926-Spanish Lake, Misuri, 3 de abril de 2017), más conocido como Roy Sievers, fue un jugador profesional estadounidense de béisbol que se desempeñó en la posición de primera base en las Grandes Ligas de Béisbol (MLB). Logró obtener el premio Novato del Año.

## Carrera
Sievers jugó como profesional cinco temporadas en St. Louis Browns (1949-1953), después pasó a Washington Senators (1954-1959), luego a Chicago White Sox (1960-1961), posteriormente a Philadelphia Phillies (1962-1964), y finalmente, a Washington Senators, donde jugó dos temporadas (1964-1965), y fue el equipo en el que se retiró.

## Premios
En 1949, fue galardonado con el premio Novato del Año.